# Primera Dama de Catalunya
La Primera Dama de Catalunya és una designació no oficial que correspon a la muller o al marit (Primer Cavaller) del President de la Generalitat de Catalunya. Es tracta d'una figura no regulada per llei i sense cap atribució oficial. El paper social que històricament s'ha establert de la Primera Dama de Catalunya és acompanyar el President de la Generalitat en tota mena d'actes i ocasionalment participar en accions socials a les quals el President o algun membre del govern no poden assistir. Hi ha hagut un total de tretze primeres dames des de la restauració de la Generalitat de Catalunya l'any 1931.

## Llista
A dia d'avui, hi ha cinc primeres dames vives: Anna Hernández, casada amb José Montilla; Helena Rakòsnik, casada amb Artur Mas; Marcela Topor, casada amb Carles Puigdemont, Janina Juli, casada amb Pere Aragonès, i Marta Estruch, casada amb Salvador Illa.
| Núm. | Retrat          | Nom                                                                      | Període                                         | President de la Generalitat  | refs  |
| ---- | --------------- | ------------------------------------------------------------------------ | ----------------------------------------------- | ---------------------------- | ----- |
| 1    |                 | Eugènia Lamarca i de Mier                                                | 17 d'abril de 1931 ― 25 de desembre de 1933     | Francesc Macià i Llussà      |       |
| 2    |                 | Mercè Micó i Busquets                                                    | 31 de desembre de 1933 — 1936                   | Lluís Companys i Jover       |       |
| 3    |                 | Carme Ballester i Llasat (27 d'abril de 1900 - 7 de març de 1972)        | 5 d'octubre del 1936 — 15 d'octubre de 1940     | Lluís Companys i Jover       |       |
| 4    |                 | Florència Bas i Parent                                                   | 15 d'octubre de 1940 — 7 de maig de 1954        | Josep Irla i Bosch           |       |
| 5    |                 | Antònia Macià i Gómez (12 d'octubre de 1904 - 8 de setembre de 2001)     | 16 d'agost de 1954 — 24 d'abril de 1980         | Josep Tarradellas i Joan     | [ 3 ] |
| 6    |                 | Marta Ferrusola i Lladós (28 de juny de 1935 - 8 de juliol de 2024)      | 24 d'abril de 1980 — 16 de desembre de 2003     | Jordi Pujol i Soley          |       |
| 7    |                 | Diana Garrigosa Laspeñas (10 de novembre de 1944 - 10 de febrer de 2020) | 16 de desembre de 2003 — 24 de novembre de 2006 | Pasqual Maragall i Mira      |       |
| 8    |                 | Anna Hernández Bonancia                                                  | 24 de novembre de 2006 — 23 de desembre de 2010 | José Montilla i Aguilera     | [ 4 ] |
| 9    | Helena Rakòsnik | Helena Rakòsnik i Tomé (4 de març de 1957)                               | 23 de desembre de 2010 — 12 de gener de 2016    | Artur Mas i Gavarró          | [ 5 ] |
| 10   | Marcela Topor   | Marcela Topor (8 de setembre de 1976)                                    | 12 de gener de 2016 — 28 d'octubre de 2017      | Carles Puigdemont i Casamajó | [ 6 ] |
| 11   | Carola Miró     | Carola Miró i Bedós (20 de juny de 1965 - 4 de maig de 2024)             | 17 de maig de 2018 — 30 de setembre de 2020     | Joaquim Torra i Pla          | [ 7 ] |
| 12   |                 | Janina Juli i Pujol (20 d'abril de 1989)                                 | 24 de maig de 2021 — 10 d'agost de 2024         | Pere Aragonès i Garcia       | [ 8 ] |
| 13   |                 | Marta Estruch Macías (?)                                                 | 10 d'agost de 2024 — actualitat                 | Salvador Illa i Roca         | [ 2 ] |